# Ги (фильм)
«Ги» (фр. Guy) — французский драматический фильм 2018 года, поставленный режиссёром Алексом Лютцом. Мировая премьера состоялась в мае 2018 года, на 71-м Каннском международном кинофестивале, где фильм участвовал в конкурсной программе Международной недели критики.

## Сюжет
Молодой журналист обнаруживает, что в прошлом известный певец Ги Жаме, которого обожала его мать, на самом деле, является его отцом. Он решает снять о нем документальный фильм, чтобы ближе познать новоиспеченного родственника.

## В ролях
- Алекс Лютц — Ги Жаме
- Том Динглер — Готье
- Паскаль Арбийо — Софи Равель
- Николь Кальфан — Стефани Мадани
- Дани — Анн-Мари
- Элоди Буше — молодая Анн-Мари
- Марина Хэндс — Крис-Эва
- Жюли Арнольд — Натали
- Патрик де Валетт — Гран-Дюк
- Венсан Эден
- Брюно Санш — Фредерик
- Анн Маривен — Мари-Франс
- Николь Феррони — Жюльетт Боз
- Брижитт Руан — мать Готье
- Жюльен Клер — камео
- Алессандра Сюбле — камео
- Венсан Бланшар — музыкант оркестра Ги
- Ромен Грефф — музыкант оркестра Ги

## Награды и номинации
Премия «Сезар»-2019
- Лучший фильм — продюсер: Ури Мильштайн, режиссёр: Алекс Лютц (номинация)
- Лучшая режиссура — Алекс Лютц (номинация)
- Лучший актёр — Алекс Лютц (награда)
- Лучший оригинальный сценарий — Алекс Лютц, Анаис Дебан, Тибо Сегуан (номинация)
- Лучшая музыка к фильму — Венсан Бланшар, Ромен Грефф (награда)
- Лучший звук — Ив-Мари Омне, Антуан Бодуэн, Стефан Тибо (номинация)

Премия «Люмьер»-2019
- Лучший фильм — режиссёр: Алекс Лютц (номинация)
- Лучший актёр — Алекс Лютц (награда)
- Лучшая музыка к фильму — Венсан Бланшар, Ромен Грефф (награда)